# Болунгарвик
Бо́лунгарвик (исл. Bolungarvík) — рыбацкая деревня на крайнем северо-западе Исландии (полуостров Вестфирдир).
До крупнейшего города на полуострове — Исафьордюра расстояние около 14 км, а до столицы Исландии Рейкьявика — 473 км.
Местные жители заняты преимущественно рыболовством. Сильна́ внутренняя миграция, как правило, в столичный регион. За период с 1997 по 2006 год население Болунгарвика уменьшилось на 17,3 %.
В городе находится природно-исторический музей, филиал природно-исторического института Исландии.
Примерно в 3,5 км северо-западнее Болунгарвика находится гора Болафьяудль, на которой расположена американская военная радиолокационная станция.

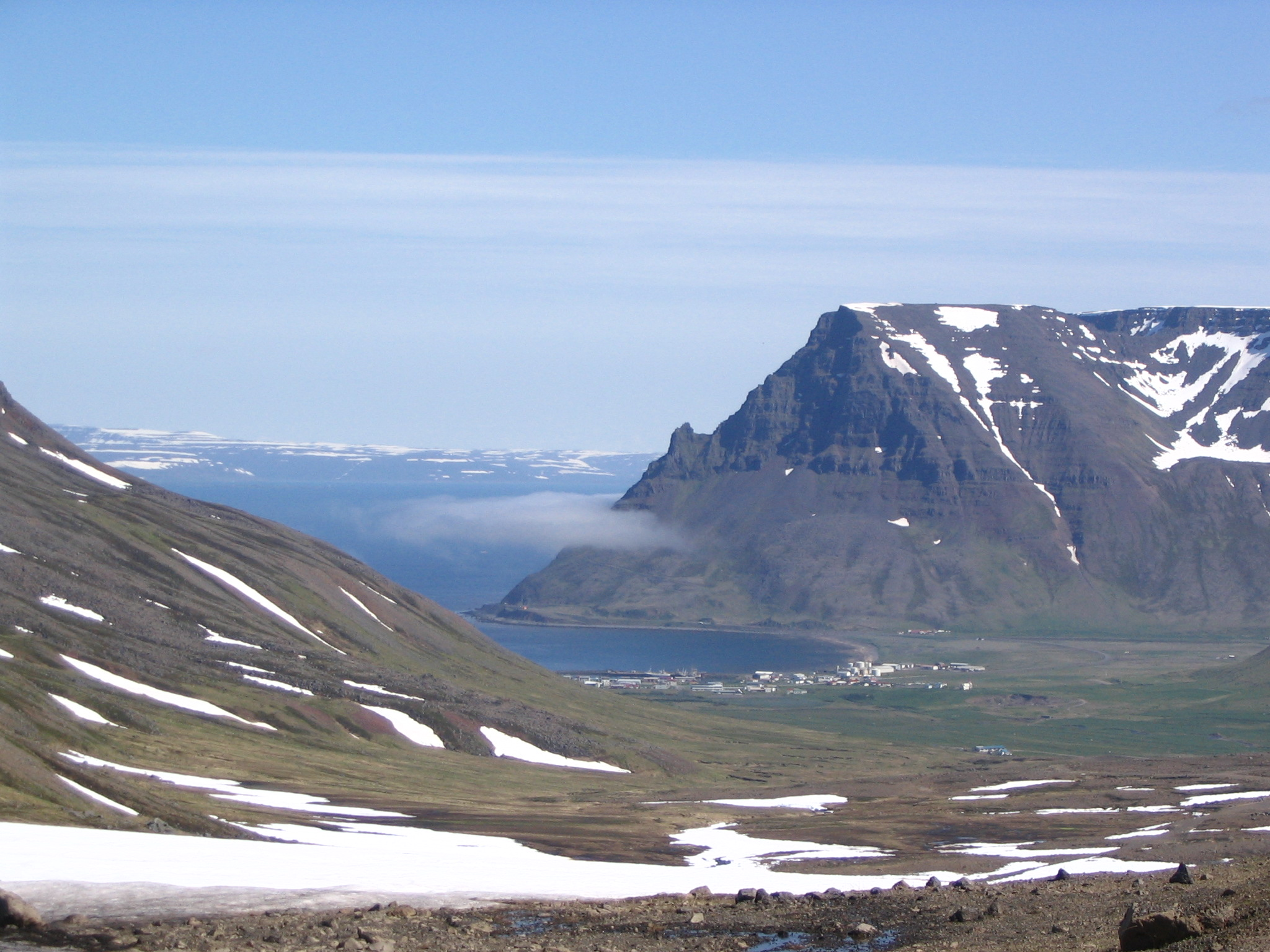
Болунгарвик
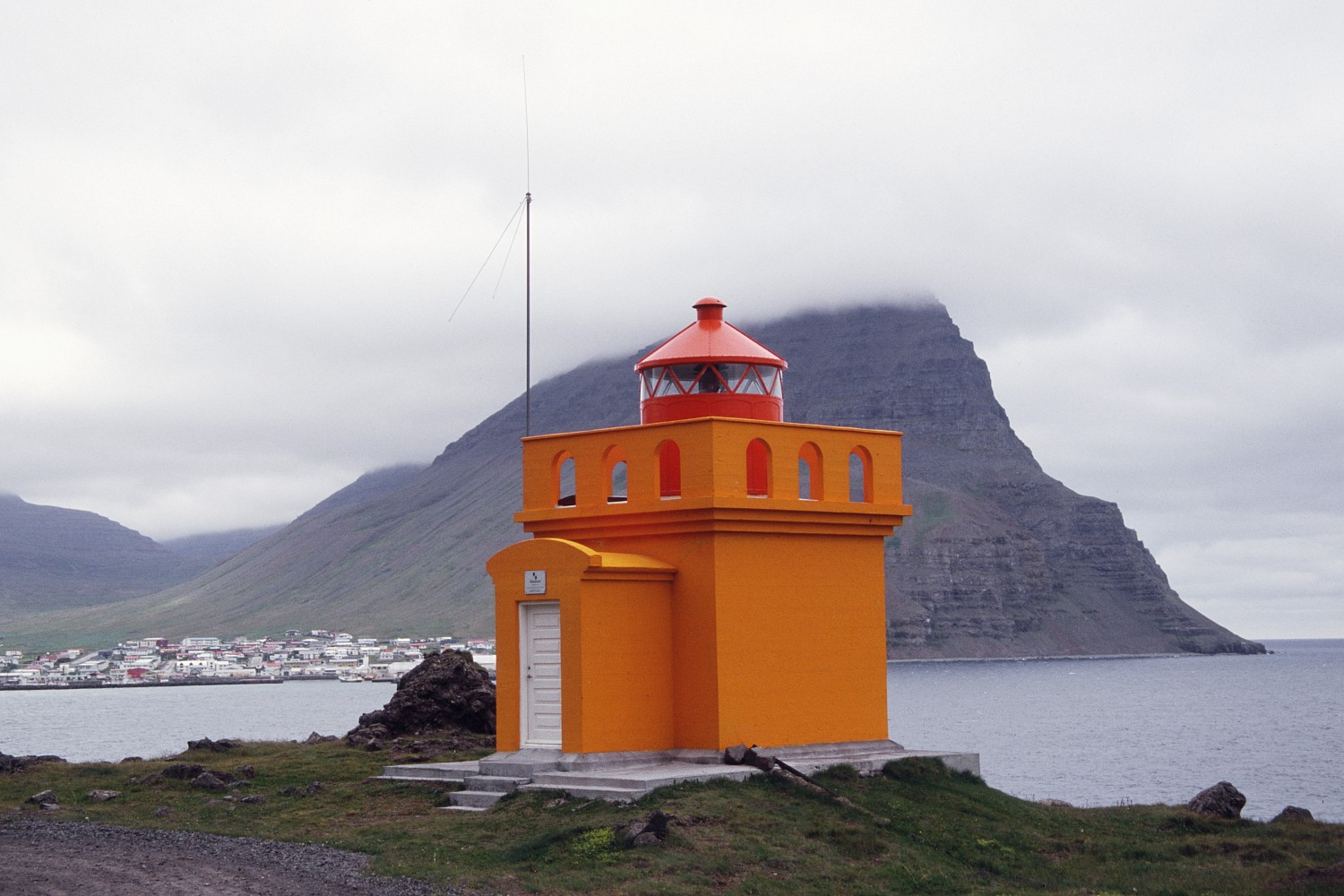
Маяк Оусхоулавити в Болунгарвике
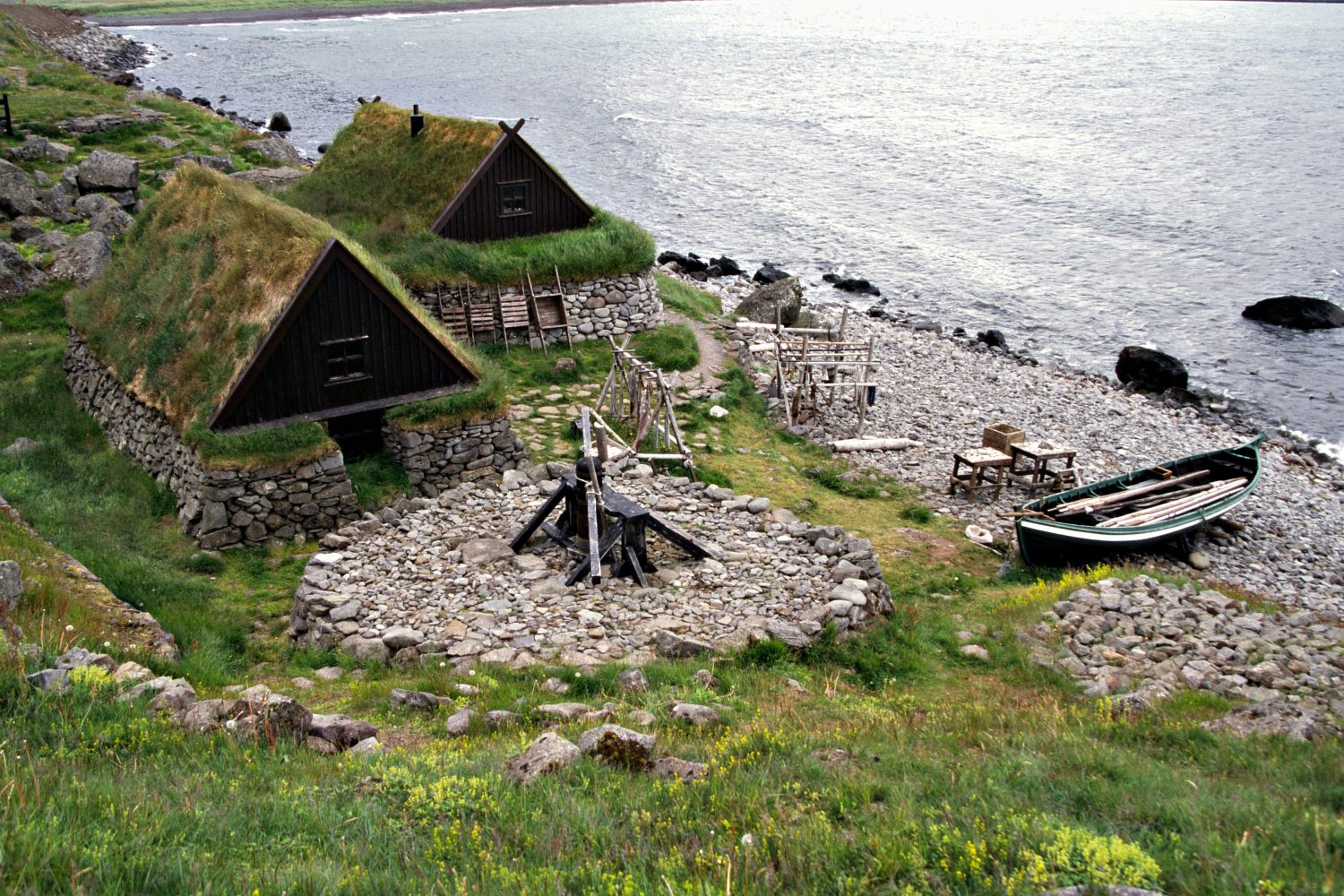
Музей Оусвёр